# Miguel Pallardó
Miguel Pallardó, de son nom complet Miguel Pallardó González, est un footballeur espagnol né le 5 juin 1986 à Valence (Espagne). Ce milieu de terrain mesure 1,73 m et pèse 73 kg. Son type de jeu se rapproche de celui de David Albelda.
Pallardó a impressionné les observateurs dans les matchs de pré-saison 2006-2007. Mais le Valence CF ne lui offre pas un temps de jeu suffisant. Il signe alors un contrat de cinq ans avec le Getafe CF.

## Carrière

### En club
L'11 septembre 2014, il rejoint Hearts.

### En sélection nationale
- Miguel Pallardó a été appelé pour la première fois en équipe d'Espagne espoirs lors de l'année 2007.

## Palmarès

### en club
- Getafe CF
  - Finaliste de la Copa del Rey : 2007
- Hearts FC
  - Vainqueur du Championnat d'Écosse D2 en 2015

### en sélection
- Espagne
  - Finaliste de la Coupe du monde moins de 17 ans : 2003